# María José Granatto
María José Granatto, född den 21 april 1995, är en argentinsk landhockeyspelare.

## Karriär
Vid olympiska sommarspelen 2020 i Tokyo var Granatto en del av Argentinas lag som tog silver i landhockey. Hon ingick även i det lag som tog brons i landhockey vid OS 2024.